# Provincia de Nord-Vest, Zambia
Provincia de Nord-Vest este o unitate administrativă de gradul I a Zambiei. Reședința provinciei este orașul Solwezi.

## Districte
Provincia de Nord-Vest se subdivide, la rândul ei, în 11 districte:
| - Chavuma - Ikelenge - Kabompo - Kalumbila - Kasempa - Manyinga - Mufumbwe - Mushindamo - Mwinilunga - Solwezi - Zambezi |